# Резолюция Совета Безопасности ООН 1004
Резолюция Совета Безопасности Организации Объединённых Наций 1004 (код — S/RES/1004), принятая 12 июля 1995 года, отозвав все резолюции по ситуации в бывшей Югославии, совет, действуя на основании главы VII Устава ООН, потребовал от сил боснийских сербов вывести войска из безопасной зоны Сребреницы в Боснии и Герцеговине и обеспечить безопасность персонала Сил ООН по защите (UNPROFOR). Резолюция была принята во время резни в Сребренице.
Подтвердив суверенитет, территориальную целостность и независимость Боснии и Герцеговины, Совет Безопасности ООН выразил глубокую обеспокоенность ситуацией в Сребренице и положением гражданского населения там. Ситуация оказалась сложной для УНПРОФОР, особенно потому, что в Поточари находилось много перемещенных лиц без необходимых гуманитарных грузов. Задержание персонала УНПРОФОР и нападения на миротворческие силы со стороны сил боснийских сербов были осуждены.
Совет Безопасности ООН потребовал от сил боснийских сербов прекратить наступление и немедленно вывести войска из Сребреницы, добавив, что силы должны уважать её статус безопасной зоны. Он также потребовал обеспечить безопасность персонала УНПРОФОР и освободить некоторых его членов, находящихся под стражей. Этот вопрос был вновь затронут в Резолюции 1010. Ко всем сторонам был обращен призыв разрешить доступ в этот район Верховному комиссару ООН по делам беженцев и международным гуманитарным организациям для оказания помощи гражданскому населению и восстановления коммунальных услуг. Генерального секретаря ООН Бутроса Бутроса-Гали просили использовать все имеющиеся ресурсы для восстановления статуса «безопасной зоны» Сребреницы.